# Joël Dicker
Joël Dicker (Genebra, 16 de Junho de 1985) é um romancista suíço.

## Biografia
Joël Dicker nasceu a 16 de Junho de 1985 em Genebra, Suíça. Frequentou as escolas de Genebra. Aos 19 anos, inscreveu-se no Cours Florent em Paris. Ao fim de um ano regressou à Suíça para frequentar a Faculdade de Direito, onde tirou o Mestrado em Direito na Universidade de Genebra em 2010.
Ele é filho de pai professor de francês e mãe bibliotecária.

## Carreira
Em 2010, aos 25 anos, Dicker venceu o Prix des Ecrivains Genevois (Prémios dos Escritores de Genebra), um prémio prestigiante para manuscritos não publicados. Subsequentemente, o editor parisiense Bernard de Fallois adquiriu a submissão vencedora de Dicker, Les Derniers Jours de Nos Pères e publicou-o no início de 2012, um romance baseado em fatos históricos.
Seis meses mais tarde, em Setembro de 2012, de Fallois publicou La Vérité sur l’Affaire Harry Quebert. de Dicker. Na Feira do Livro de Frankfurt de 2012, muitos editores estrangeiros adquiriram os direitos de publicação de Bernard de Fallois. O livro foi traduzido em 32 idiomas. No final de Outubro de 2012, La Vérité… (A Verdade…) venceu o Grand Prix du Roman de l’Académie française de 2012. Ficou na lista de finalista do Prémio Goncourt e do Prémio Femina.
Em Novembro de 2012, La Vérité… venceu o Prémio Goncourt des Lycéens. Para este prémio, 2000 estudantes do ensino secundário francófonos votaram no seu romance favorito de entre os finalistas desse ano do Prémio Goncourt. No Verão de 2013, La Vérité… bateu o livro de Dan Brown Inferno do topo das listas de mais vendidos por toda a Europa. Os primeiros leitores da tradução inglesa descreveram o livro como "literário e inteligente". Considerado a resposta da Suíça ao The Girl with the Dragon Tattoo, e comparado à ficção de Nabokov e Roth bem como as séries televisivas Twin Peaks, The Truth About the Harry Quebert Affair foi publicado nos Estados Unidos pela Penguin a 27 de Maio de 2014. Foi uma das maiores aquisições originais na história dos Penguin Books.
O terceiro romance de Dicker, Le Livre des Baltimore, foi publicado a 26 de Setembro de 2015.

## Obras

### Série do Marcus Goldman
- #1 - La Vérité sur l’Affaire Harry Quebert (2012) 
  - A verdade sobre o caso Harry Quebert, em Portugal, Alfaguara, 2013, 2015 e no Brasil, Intrínseca, 2014.
- #2 - Le Livre des Baltimore (2015)
  - O Livro dos Baltimore, em Portugal, Alfaguara, 2016, 2020 e no Brasil, Intrínseca, 2017.
- #3 - L'Affeire Alaska Sanders (2022)
  - O Caso Alaska Sanders, em Portugal, Alfaguara, 2022 e no Brasil, Intrínseca, 2022.

### Livros isolados
- Les Derniers Jours de Nos Pères (2012) 
  - Os últimos dias dos nossos pais, em Portugal, Alfaguara, 2014, 2021; Os Últimos Dias de Nossos Pais no Brasil, Intrínseca, 2015.
- La Disparition de Stephanie Mailer (2018)
  - O Desaparecimento de Stephanie Mailer, em Portugal, Alfaguara, 2018, 2020 e no Brasil, Intrínseca, 2018.
- L'énigme de la chambre 622 (2020)
  - O Enigma do Quarto 622, em Portugal, Alfaguara, 2020, 2022 e no Brasil, Intrínseca, 2020.
- Un Animal Sauvage (2024)

### Antologia
- Le Tigre (2005)
  - O Tigre, em Portugal, Alfaguara, 2021